# Cheffi Meatchi
Josephine Cheffi Meatchi foi uma política togolesa.
Meatchi foi uma das seis mulheres eleitas para o Parlamento do Togo em 1979; as outras foram Abra Amedomé, Kossiwa Monsila, Essohana Péré, Zinabou Touré e Adjoavi Trenou. Ela era a esposa do vice-presidente togolês Antoine Meatchi, e serviu mais tarde no governo; ela foi Secretária de Estado para Assuntos Sociais e da Mulher em 1984.